# Clyde (Califórnia)
Clyde é uma Região censo-designada localizada no Estado americano da Califórnia, no Condado de Contra Costa.

## Geografia
A área total da cidade é de 0,4 km² (0,1 mi²), sendo tudo coberto por terra.

## Demografia
De acordo com o censo de 2000, a densidade populacional é de 1914,0/km² (4944,0/mi²) entre os 694 habitantes, distribuídos da seguinte forma:
- 81,56% caucasianos
- 1,15% afro-americanos
- 0,29% nativo americanos
- 6,92% asiáticos
- 0,29% nativos de ilhas do Pacífico
- 4,32% outros
- 5,48% mestiços
- 11,38% latinos

Existem 174 famílias na cidade, e a quantidade média de pessoas por residência é de 2,60 pessoas.

## Localidades na vizinhança
O diagrama seguinte representa as localidades num raio de 8 km ao redor de Clyde.